# Sherpa's (scouting)
Sherpa's waren binnen Scouting Nederland meisjes tussen de veertien en ongeveer achttien jaar (volgens definitie Scouting Nederland). De eerste Sherpa Afdelingen (SA's) ontstonden eind jaren vijftig binnen de Nederlandse Gidsenbeweging (NGB). De sherpatak is het vervolg op de Gidsen/Padvindsters. De naam is hierdoor toepasselijk gekozen. Vanaf 2010 heten Sherpa Afdelingen officieel Explorers.
Sherpa's zijn oorspronkelijk bergbewoners in Nepal. Ze waren en zijn van onschatbare waarde voor de beroepsavonturiers in het gebied van de Himalaya, waar ze als gids werken. Tegenwoordig wordt sherpa gebruikt voor alle gidsen die klimexpedities begeleiden in het Himalayagebergte.